# Eurya hebeclados
Eurya hebeclados är en tvåhjärtbladig växtart som beskrevs av Yong Yuan Ling. Eurya hebeclados ingår i släktet Eurya och familjen Pentaphylacaceae. Inga underarter finns listade i Catalogue of Life.